# Peter Karl Christoph von Keith

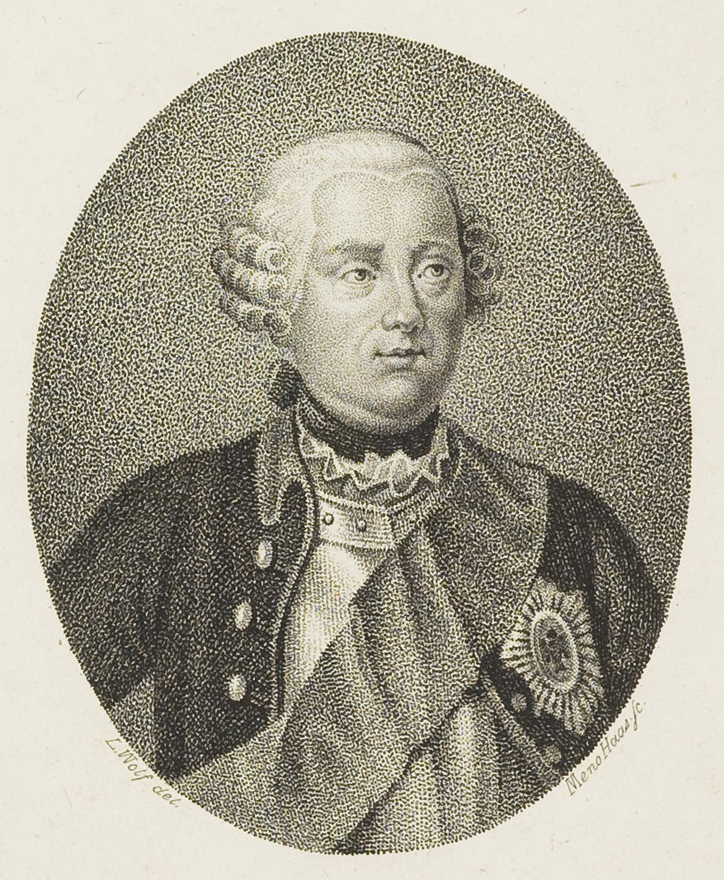
Peter Karl Christoph von Keith

Peter Karl Christoph von Keith (ur. 24 maja 1711, zm. 27 grudnia 1756). Był paziem i przyjacielem kronprinza Fryderyka i dopomógł mu w ucieczce w 1731, która zakończyła się niepowodzeniem. W obawie przed gniewem Fryderyka Wilhelma I uciekł za granice służąc w armii brytyjskiej i portugalskiej. Uniknął w ten sposób losu innego przyjaciela Fryderyka Hansa Hermanna von Katte. Ten został ścięty przy zmuszonym do oglądania egzekucji Fryderyku przed twierdzą w Kostrzynie